# Comisia Națională a Valorilor Mobiliare

Emblemă CNVM

Comisia Națională a Valorilor Mobiliare (CNVM) a fost o autoritate administrativă autonomă a statului român, care avea ca scop reglementarea și supravegherea pieței de capital, piețele de mărfuri (reglementate) și instrumentele financiare derivate, dar și instituțiile și operațiunile specifice ale acestora. CNVM era subordonată Parlamentul României, prezentând acestuia din urmă rapoarte prin intermediul comisiilor pentru buget, finanțe și bănci ale celor două camere. Sediul central al autorității se afla în București. A fost desființată în 2013. Activitatea a fost preluată de Autoritatea de Supraveghere Financiară.

## Componență
CNVM este alcătuit din 7 membri, aceștia având următoarele funcții: 1 președinte, 2 vicepreședinți și 4 comisari. Hotărârile autorității sunt adoptate prin votul a cel puțin 5 membri.

### Membri actuali
- Gabriela-Victoria Anghelache (președinte)
- Eugenia Carmen Negoiță (vicepreședinte)
- Claudia Cătălina Sava (membru)
- Dorina Mihăilescu (membru)
- Bogdan Mihai Chetreanu(membru)
- Lóránd István Králik (membru)

## Foști membri

### Președinți
- Ștefan Boboc Președinte (5 octombrie 1994 - 1 iulie 2000)
- Eugen Nicolăescu Președinte interimar (1 – 7 iulie 2000)
- Mirel-Alexandru Țariuc Președinte (7 iulie - 31 octombrie 2000)
- Gabriela-Victoria Anghelache Președinte (27 iulie 2001- prezent)

### Vicepreședinți
- Mihail-Ioan-Mircea Radu Vicepreședinte (5 octombrie 1994 - 25 aprilie 2000)
- Mirel-Alexandru Țariuc Vicepreședinte (13 aprilie 2000 - 1 iunie 2000)
- Gabriela-Victoria Anghelache Vicepreședinte (7 iunie 2000 - 27 iunie 2001)
- Cristian-Traian Ionescu Vicepreședinte (27 iunie 2001 - 27 iunie 2005)
- Irina-Mihaela Popovici Vicepreședinte (27 iunie 2001 - 27 iunie 2005)
- Dorina-Teodora Mihăilescu Vicepreședinte (27 iunie 2005 - 4 noiembrie 2007)
- Paul-Gabriel Miclăuș Vicepreședinte (27 iunie 2005 - 27 iunie 2010)
- Eugenia Carmen Negoiță Vicepreședinte (4 noiembrie 2007 - prezent)

### Membri
- Gheorghe Dolgu Membru (5 octombrie 1994 - 5 octombrie 1997)
- Cezara Cecilia Bebiș Membru (5 octombrie 1994 - 1 iunie 2000)
- Vladimir Soare (5 octombrie 1994 - 4 aprilie 1995)
- Emilian Popescu-Moscu Membru (7 aprilie 1995 - 5 iulie 1998)
- Adela Mariana Ionescu Membru (8 iulie 1998 - 1 iunie 2000)
- Daniel Ionescu Membru (8 iulie 1998 - 1 iunie 2000)
- Mirel-Alexandru Țariuc Membru interimar 1 iunie 2000 - 7 iunie 2000)
- Paul-Gabriel Miclăuș Membru interimar (1 iunie 2000 - 7 iunie 2000)

Membru CNVM (20 august 2000 - 27 iunie 2005)
- Cristian Traian Ionescu Membru (7 iunie 2000 - 7 iunie 2003)
- Eugen Nicolăescu Membru (7 iunie 2000 - 20 septembrie 2000)
- Ileana Agalopol Membru (7 iunie 2000 - 4 noiembrie 2007)
- Victor Erős Membru (27 iunie 2001 - 18 octombrie 2009)
- Octavian Gabriel Merce Membru (27 iunie 2001 - 26 martie 2006)
- Eugenia Carmen Negoiță Comisar (27 iunie 2005 - 4 noiembrie 2007)
- Bogdan Mihai Chetreanu Comisar (10 mai 2006 - prezent)
- Claudia Cătălina Sava Comisar (4 noiembrie 2007 - prezent)
- Lóránd István Králik Comisar (14 ianuarie 2010 - prezent)

## Obiective principale
Principalele obiective, stabilite prin statutul autorității, sunt: 
- stabilirea și menținerea cadrului necesar dezvoltării piețelor reglementate
- promovarea încrederii în piețele reglementate și în investițiile în instrumentele financiare
- asigurarea protecției operatorilor și investitorilor împotriva practicilor neloiale, abuzive și frauduloase
- promovarea funcționării corecte și transparente a piețelor reglementate
- prevenirea manipulării pieței și a fraudei și asigurarea integrității piețelor reglementate
- stabilirea standardelor de soliditate financiară și de practică onestă pe piețele reglementate
- adoptarea măsurilor necesare pentru evitarea apariției riscului sistemic pe piețele reglementate
- prevenirea afectării egalității de informare și tratament al investitorilor sau al intereselor acestora